# Adelino Fontoura

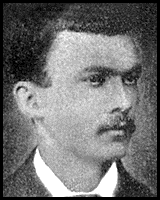
Adelino Fontoura

Adelino Fontoura Chaves (* 30. März 1859 in Axixá, Maranhão; † 2. März 1884 in Lissabon) war ein brasilianischer Journalist, Schriftsteller und Dichter, der ein bedeutender Vertreter des Parnassianismus (Parnasianismo) war und dem zu Ehren der erste Sitz (Cadeira) der Academia Brasileira de Letras benannt wurde.

## Leben
Adelino Fontoura Chaves, Sohn von Antônio Fontoura Chaves und Francisca Dias Fontoura, arbeitete nach seinem Umzug nach Recife für die satirische Zeitschrift Os Xênios. Nach seiner Rückkehr nach Maranhão trat er als Schauspieler in einem Theaterstück auf und wurde deswegen verhaftet. Nach seiner Haftentlassung ging er nach Rio de Janeiro und arbeitete nach einer erfolglosen Tätigkeit als Schauspieler als Journalist. Er war in der Folgezeit für Zeitungen wie Folha Nova, O Combate und A Gazetinha tätig, für die er neben einigen Gedichten auch Prosawerke verfasste. In A Gazetinha arbeitete er eng mit deren Gründer Artur Azevedo zusammen.
Zusammen mit Ferreira de Menezes, Augusto Ribeiro, Hugo Leal und João de Almeida verfasste er Artikel für die Zeitung A Gazeta da Tarde, die nach Meinung von Múcio Leão „eine der unglücklichsten Zeitschriften war, die je gegründet wurden, weil ihre Gründer in den nächsten drei Jahren nach dem ersten Erscheinen der Zeitschrift sterben würden“. Nachdem A Gazeta da Tarde von José do Patrocínio gekauft wurde, wurde er Korrespondent der Zeitung in Paris. Er war zu dieser Zeit bereits schwer erkrankt. Nachdem sich seine Krankheit durch den strengen Winter in Frankreich verschlechtert hatte, begab er sich zur Genesung nach Lissabon, wo er aber kurz darauf im Alter von nur 24 Jahren verstarb. Obwohl er kein Buch veröffentlichte, war er ein bedeutender Vertreter des Parnassianismus (Parnasianismo).
Ihm zu Ehren wurde der erste Sitz (Cadeira) der 1896 gegründeten Academia Brasileira de Letras benannt, den daraufhin Luís Murat einnahm. Ebenso wurde er Namenspatron für den Sitz 38 der Academia Maranhense de Letras in São Luís, den Franklin de Oliveira begründete. Durch diese posthumen Auszeichnungen gilt Fontoura als einer der „Unsterblichen“ (Imortais) der brasilianischen Literatur.

## Weblink
- Bio-Bibliografie: Adelino Fontoura. In: org.br. Academia Brasileira de Letras (brasilianisches Portugiesisch).